# Keystone, Colorado
Keystone är en ort i Summit County i delstaten Colorado, USA.